# 기소산맥
기소산맥(일본어: 木曽山脈 기소산먀쿠[*])은 혼슈 중앙부에 위치한 기후현과 나가노현의 기소 계곡과 이나 계곡에 걸쳐있는 산맥으로 통상 중앙 알프스로 부르고 있다. 히다산맥(북 알프스), 아카이시산맥(남 알프스)과 함께 일본 알프스로 불리고 있다.

## 지형
기소산맥은 히다산맥, 아카이시산맥과 달리 3,000m급의 산이 없고, 산의 배열 또한 단순해 산맥의 동서는 투텁지 않고, 남북으로 늘어서있다. 그런 의미에서 히다산맥과 아카이시산맥에 비하면 규모적으로 열세에 놓였다고 볼 수 있다. 남으로는 미카와 고원과 연결되어 있으며 최고봉은 높이 2,956m의 기소코마산이다.
기소산맥의 범위에 관해서는 여러 견해가 있다. 가장 넓게 보면 교가타케산에서 오카와이리산으로 빠지는 전장 약 65km으로 보는 견해와 좁게 보면 오타나이리산 또는 곤베에 고개에서부터 스리코기산 또는 오다이라 고개까지 약 35km라는 견해가 있다. 그 밖에도 남쪽 범위를 에나산까지로 보는 견해도 있다.
기소코마 산 이북은 중고생대 지층에서 볼 수 있는 사암, 혈암, 석회암으로 구성되어 있지만, 그 남쪽은 화강암으로 되어 있어 기소산맥은 화강암 산맥이다라고 말해도 과언은 아니다.
기소산맥의 계곡은 깊어 팔백팔 계곡으로 불리고 있다. 기소산맥에는 요타키리강, 오타키리강 등이 흐르고 있으며, ~타키리 강이란 이름을 가진 강이 많다. 이들 하천의 폭이 넓은 지역에서는 토사가 퇴적되어 선상지를 조성한다. 그 후, 단층활동과 하천의 침식작용으로 인해 선상지는 좌우로 분단되고, 하천 바닥은 깊게 파이게 된다. 이런 지형을 일본에서 다키리 지형이라 부르면 이들 다키리 지형을 흐르는 강을 ~타키리강으로 부르고 있다. 이러한 지형을 많이 볼 수 있는 곳이 이나 지방이다.
등산 가이드 북 등에서 북 알프스(히다산맥), 남 알프스(아카이시산맥)와 함께 중앙 알프스(기소산맥)를 다루는 가이드 북이 많이 있다. 하지만, 중앙 알프스는 여타 알프스보다 산수도 작고, 산맥의 규모도 작기 때문에 여기에 온타케산을 더하여 개재하고 있다. 하지만, 온타케산과 기소산맥 사이에는 기소강이 흐르고 있어 온타케산은 기소산맥에 있는 산이 아니다.
히다산맥은 중앙산악 국립공원으로 지정되어 있고, 아카이시산맥도 미나미알프스 국립공원으로 지정되어 있지만, 기소산맥은 국정공원으로조차 지정되어 있지 않다. 그 이유는 기소산맥의 편백 위주의 임업산업을 배려하기 위해서이다. 대신 기소산맥은 중앙알프스 현립 자연공원으로 나가노현의 현립 자연공원으로 보호받고 있다.

## 식생
호켄산의 센조지키 카르와 스리바치쿠보 카르 등의 카르에 고산식물이 꽃밭처럼 펼쳐져 있다. 히다산맥과 아카이시산맥과 같이 해발 1,500m~1,600m 전후의 산에서 낙엽활엽수림대가 조성되어 있고, 1,500m~2,500m 전후에서는 아고산대침엽수림대가 펼쳐져 있다. 2,500m 이상지대에는 눈잣나무와 고산식물이 자라고 있다.

## 같이 보기
- 일본 알프스